# Juan Diego Florez
Juan Diego Florez, perujski operni pevec tenorist, * 13. januar 1973, Lima, Peru.
Odlikuje ga lep, močan, svetel glas z velikim razponom, ki zlahka dosega tenorske višine. Večinoma nastopa v najpomembnejših vlogah belcanto oper.